# Duggie Fields

DONALD' DUCK'S HARD-EDGE HOME, 1967

POST MODERN (TIME IS A PRIVATE MATTER), 1977

Duggie Fields (Tidworth, 6 agosto 1945 – 7 marzo 2021) è stato un pittore e architetto britannico.

## Biografia
Trascorse la sua adolescenza nella campagna inglese, insieme alla famiglia composta da madre, padre e un fratello, per poi iniziare a studiare architettura a Londra presso la Regent Street Polytechnic. Nel 1964 Duggie Fields iniziò a frequentare la Chelsea School of Art, dove rimase per quattro anni, prima di lasciare a causa di una borsa di studio che lo portò per la prima volta nella sua vita negli Stati Uniti d'America, nel 1968. Durante gli anni di studio presso la Chelsea School of Art visse in vari appartamenti della zona di Kensington e Chelsea, dividendo casa con altri studenti di architettura che iniziavano in quegli anni a suonare propri pezzi rock, questi erano i nascenti Pink Floyd. L'appartamento più conosciuto all'epoca era situato al numero 101 di Cromwell Road, in un edificio oggi inesistente perché distrutto per fare spazio a un albergo.
Il suo percorso artistico prese avvio dalla pittura minimalista, concettuale e costruttivista per approdare a un figurativismo post-pop di stampo più hard-edge. Le influenze fondamentali all'epoca furono Jackson Pollock e Mondrian, e i fumetti americani, soprattutto ad opera di Stan Lee.
Verso il 1968, dopo la parentesi americana, Fields andò ad abitare con Syd Barrett, all'epoca già fuoriuscito dai Pink Floyd, presso un nuovo appartamento sito in Earls Court Square, dove visse fino alla morte e dove usò la stanza di Syd come atelier. All'inizio degli anni '70 realizzò la sua prima personale presso la Hamet Gallery di Cork Street, firmandosi ancora come Douglas Fields.
Grazie alla mostra, Stanley Kubrick conobbe l'opera di Duggie Fields e gli chiese di creare la locandina per il suo futuro film Arancia meccanica. Duggie Fields non fece tale poster ma creò un'immagine del drugo Alex che piacque molto al regista. 
A metà degli anni '70 il suo lavoro includeva molti elementi che vennero in seguito definiti post-moderni. Nel 1983 Fields durante un periodo di traversie economiche venne invitato dalla Shiseido a Tokyo, dove fu creata una galleria essenzialmente per l'esposizione di suoi quadri. Per l'occasione il lavoro di Fields e lo stesso Duggie Fields furono simultaneamente esposti in una campagna pubblicitaria presente sia in TV che nelle riviste, sui cartelloni pubblicitari e nelle stazioni della metropolitana di tutto il Giappone.
Duggie Fields ha sempre dipinto partendo dalla sua preparazione come architetto e così verso la fine degli anni '90, e dopo varie analisi del mezzo ha iniziato a utilizzare il computer per sostituire in questo modo il tecnigrafo. Da questo momento definì il suo lavoro in costante work in progress e sotto l'etichetta "massimalista".